# Chaupal
Chaupal (hindi चौपाल) – miasto w północnych Indiach w stanie Himachal Pradesh, w zachodnich Himalajach.
Populacja miasta w 2001 roku wynosiła 10 888 mieszkańców.